# Линьи (графство)

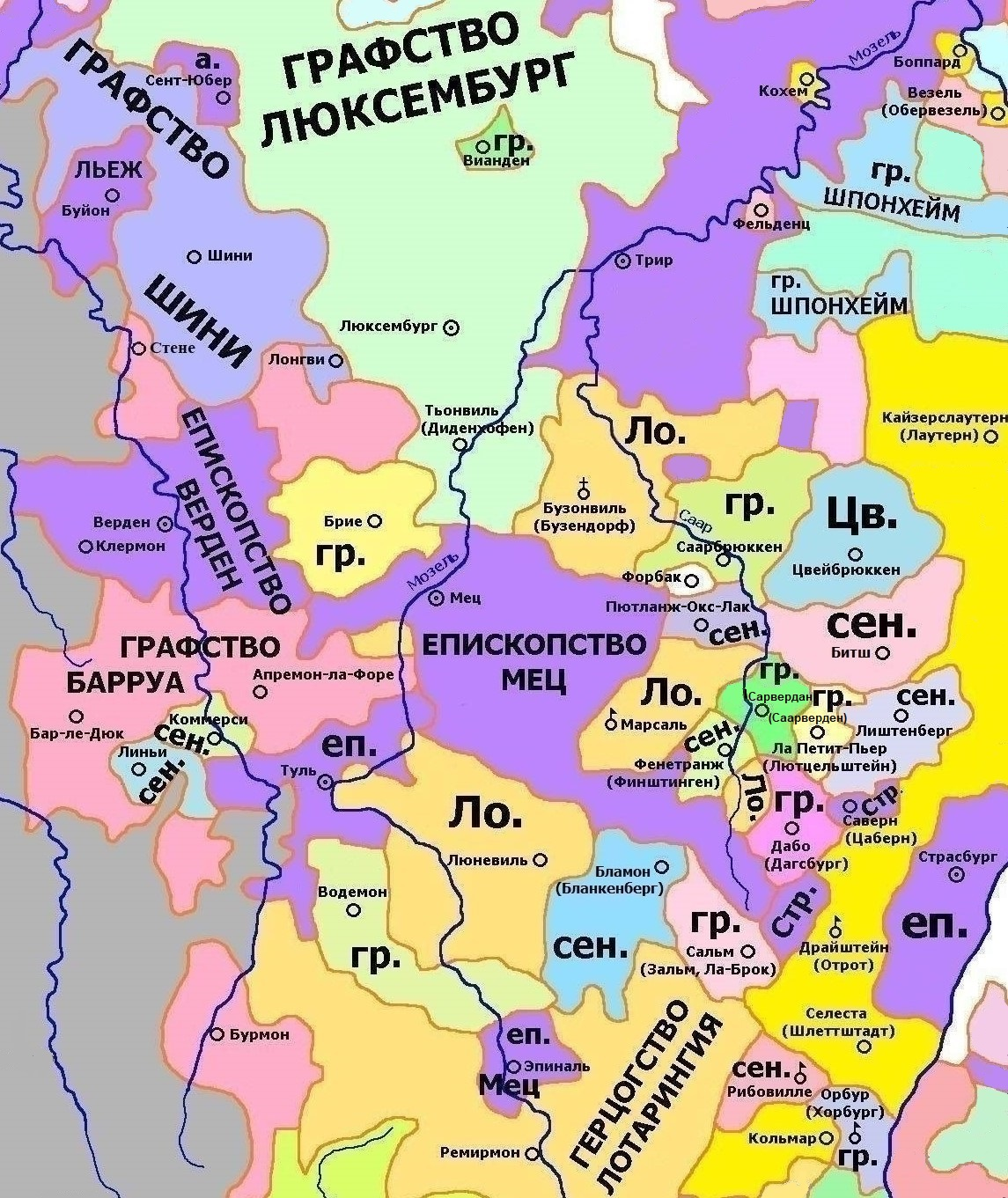
Сеньория Линьи

Сеньория, затем графство Линьи (фр. comté de Ligny) — феодальное владение в Лотарингии с центром в городке Линьи-ан-Барруа.

Герб Валерана I де Люксембург-Линьи: червленый лев Люксембургов в лазурном поле (Линьи), пересеченном серебряными полосами (Люксембург), с золотым шевроном (Линьи)

В 1348 сеньор де Линьи принял герб старшей линии рода Люксембургов

Герб Линьи-ан-Барруа: в лазурном поле во главе три серебряных сплетенных полумесяца, и три золотых чертополоха из одного стебля, покрытые листьями из того же стебля

## История сеньории
До XII века история Линьи слабо отражена в сохранившихся документах. В церковном отношении это владение принадлежало к епархии Туля. В XII веке Линьи принадлежал Тибо II Великому, графу Шампани. В 1155 город и шателения Линьи были даны в качестве приданого Агнесе Шампанской, жене графа Рено II де Бара, в результате чего сеньория Линьи соединилась с Барруа.
Генрих II де Бар 1 июля 1231 дал Линьи в приданое своей дочери Маргарите, выданной за Генриха V Люксембургского. 12 июля 1240 вдова Генриха Филиппа де Тоси подтвердила это дарение.
Тибо II де Бар в 1242 или 1243 вступил с графом Люксембургским в конфликт из-за наследства, переросший в войну. В ходе этой распри графы Бара и Шампани оспаривали сеньориальную власть над Линьи. В 1265 году Валеран I де Люксембург-Линьи принес оммаж за сеньорию Тибо V Шампанскому, но Людовик IX, к которому стороны обратились за арбитражем, присудил Линьи графу Бара. Согласно справке, содержащейся в постановлении Парижского парламента от 21 июля 1508, право получения оммажа за Линьи было продано графом Шампани графу Бара в 1274 году за 4 тыс. турских ливров, и с этого времени Линьи стало фьефом Барруа.
В 1364 году король Франции Карл V возвел сеньорию Линьи в ранг графства. В 1475 году графство, в числе других владений коннетабля Люксембурга, казненного за измену, было конфисковано, и передано Жоржу II де Ла Тремую, а затем адмиралу Франции Луи де Бурбон-Руссильону. В 1510 году было возвращено дому Люксембург-Линьи. 
В 1661 вместе с герцогством Пине-Люксембург и другими владениями дома Люксембург-Линьи в результате сомнительной сделки графство досталось будущему маршалу Люксембургу. 6 ноября 1719 его старший сын Шарль-Франсуа-Фредерик I де Монморанси-Люксембург продал город, замок, шателению, графство и превотство Линьи и Со-ан-Барруа за 2 600 000 ливров герцогу Леопольду Лотарингскому, который 17—18 ноября присоединил их к графству Бар. Третий сын маршала Люксембурга Поль-Сижисмон де Монморанси-Люксембург, герцог де Шатийон, безуспешно пытался оспорить эту сделку в парламенте. 
В 1766 году, после присоединения Лотарингии и Бара к Франции территория Линьи вошла в состав так называемого Le Barrois mouvant (Барруа к западу от Мааса — совокупность фьефов и арьер-фьефов французской короны с 1301 года).

## Сеньоры де Линьи
- 1155—1207 — Агнеса Шампанская (ум. 1207)

### Монбельярский дом
- 1155—1170 — Рено II де Бар (по праву жены)
- 1170—1190 — Генрих I де Бар
- 1190—1214 — Тибо I де Бар
- 1214—1239 — Генрих II де Бар
- 1239—1240 — Тибо II де Бар
- 1240—1275 — Маргарита де Бар

### Люксембургский дом
- 1240—1270 — Генрих V Люксембургский (по праву жены)
- 1270—1288 — Валеран I де Люксембург-Линьи
- 1288—1303 — Генрих II де Люксембург-Линьи
- 1303—1347 — Валеран II де Люксембург-Линьи
- 1347—1364 — Жан I де Люксембург-Линьи

## Графы де Линьи

### Дом Люксембург-Линьи
- 1364—1371 — Ги де Люксембург-Линьи
- 1371—1415 — Валеран III де Люксембург-Линьи

### Дом Валуа
- 1415—1430 — Филипп де Сен-Поль, герцог Брабантский

### Дом Люксембург-Линьи
- август — октябрь 1430 — Жанна де Люксембург-Линьи
- 1430—1441 — Жан II де Люксембург-Линьи
- 1441—1475 — Луи де Люксембург

### Дом де Ла Тремуй
- 1476—1481 — Жорж II де Ла Тремуй

### Дом де Бурбон
- 1481—1487 — Луи де Бурбон-Руссильон
- 1487—1510 — Шарль де Бурбон-Руссильон

### Дом Люксембург-Линьи
- 1510—1519 — Антуан I де Люксембург-Линьи, граф де Бриенн
- 1519—1530 — Шарль I де Люксембург-Линьи, граф де Бриенн
- 1530—1557 — Антуан II де Люксембург-Линьи, граф де Бриенн
- 1557—1576 — Жан III де Люксембург-Линьи, граф де Бриенн
- 1576—1608 — Шарль II де Люксембург-Линьи, граф де Бриенн
- 1608—1613 — Франсуа де Люксембург-Линьи, герцог де Пине-Люксембург
- 1613—1616 — Анри де Люксембург-Линьи, герцог де Пине-Люксембург
- 1616—1680 — Маргарита Шарлотта де Люксембург-Линьи, герцогиня де Пине-Люксембург

### Дом д'Альбер
- 1620—1630 — Леон д'Альбер (по праву жены)
- 1630—1661 — Анри-Леон д'Альбер-Люксембург, герцог де Пине-Люксембург

### Дом де Клермон-Тоннер
- 1661—1701 — Мадлен-Шарлотта-Бонна-Тереза де Клермон-Тоннер, герцогиня де Пине-Люксембург

### Дом де Монморанси
- 1661—1695 — Франсуа-Анри де Монморанси-Бутвиль (по праву жены)
- 1695/1701—1719 — Шарль-Франсуа-Фредерик I де Монморанси-Люксембург, герцог де Пине-Люксембург